# リパリモザーニ
リパリモザーニ（イタリア語: Ripalimosani）は、イタリア共和国モリーゼ州カンポバッソ県にある、人口約3,100人の基礎自治体（コムーネ）。

## 地理

### 位置・広がり

#### 隣接コムーネ
隣接するコムーネは以下の通り。
- カンポバッソ
- カストロピニャーノ
- リモザーノ
- マトリーチェ
- モンタガーノ
- オラティーノ